# Redruth
Redruth er en by og et sogn i Cornwall, England. Ifølge folketællingen i 2011 havde byen 14.018 indbyggere. Samme år blev indbyggertallet i byområdet Camborne-Redruth, der også inkluderer Carn Brea, Illogan og adskillige omkringliggende landsbyer opgivet til at være 55.400 hvilket gør det til det største byområde i Cornwall.
Redruth ligger omkring hvor A393 og A3047 mødes på rutens fra det gamle London til Land's End (nu A30), og det er omkring 14 km vest for Truro, 19 km øst forSt Ives, 29 km nordøst for Penzance og 18 km nordvest for Falmouth.